# چیلهک
چیلاک (تلفظ فرانسوی: [ʃijak]) یک کُمون در استان اوت-لوآر در مرکز جنوب فرانسه است.